# The Cell
The Cell je česká jižansky rocková skupina, založená v roce 2002 Milanem Milatou (bicí) a Davidem Gorem (zpěv), který v září roku 2009 ze skupiny odešel a byl nahrazen také Američanem Davidem Kangasem. Gore si po odchodu založil novou skupinu s názvem Louisiana Alley. Kangas byl po krátkém působení ve skupině nahrazen Michalem Cermanem, který se skupinou zpívá dodnes.

## Diskografie
- Are You Ready (2006)
- Keepin' On, Rollin' Hard' (2011)[3]
- Memories (2016)